# ニュージーランドの鉄道
ニュージーランドの鉄道（ニュージーランドのてつどう）は、ニュージーランドの交通の一部分を形成し、北島と南島の双方の主要な都市を結ぶ4,375.5キロメートルの線路を全国に有して、両島の間は鉄道および自動車フェリーで連絡されている。ニュージーランドの鉄道は輸出・輸入ばら積み貨物の輸送に大きな焦点を置いており、毎年1900万トンの輸送を行って、収入の過半を占めている。
ニュージーランドの分散した海岸沿いの入植地から、内陸を開発し開拓していくために、鉄道は重要な役割を果たした。1863年のフェリーミード鉄道に始まり、ほとんどの公共鉄道は州政府によって建設され、延長は短く、市街とその最寄りの海港を結ぶものであった（クライストチャーチとその港であるリトルトンなど）。1870年代からは、主な都市を結ぶ全国網の建設に焦点が移り、州制度の廃止後のヴォーゲルの時代に鉄道の建設が進んだ。狭軌の3フィート6インチ軌間が全国的に採用された。全国鉄道網が伸びるにつれて、これに接続する森林軌道や産業用の軽鉄道が現れるようになった。鉄道はニュージーランド国鉄あるいはニュージーランド鉄道省の名前の中央政府の部局によって中央から支配されるようになり、1931年以降は陸上交通は強い規制下に置かれることになった。鉄道省は最終的に、ニュージーランド鉄道ロードサービス、インターアイランダーフェリー、レール・エアといった他の交通手段にも拡大されていった。ニュージーランド国鉄は大規模な工場網も有していた。1981年時点でニュージーランド国鉄は22,000人の職員を抱えていた。
1980年代初め、ニュージーランド国鉄はニュージーランド鉄道として国有企業化され、1983年には陸上交通が大規模に規制緩和されたのちには大規模に再編された。1990年に鉄道事業部門はニュージーランド鉄道から新しい国有企業のニュージーランドレールに移管され、その後1993年にニュージーランドレールが民営化されて、1995年にトランツ・レールと改称された。小包事業とバス事業も民営化され、ニュージーランド鉄道は余剰の土地の処分を続けた。中央政府はまず最初にオークランドの都市鉄道網を2001年に再国有化し、続いて2004年に残りの鉄道網を国有化し、最終的に鉄道とフェリーの営業を2008年に国有化して、新たな国有企業キウィレールを設立した。
こんにち、鉄道の営業は主にキウィレールによって行われており、ばら積み貨物輸送に焦点が置かれており、このほかにトランツアルパイン、コースタル・パシフィック、ノーザン・エクスプローラーといった小規模な観光客向け旅客輸送事業がある。ダニーデン郊外でダニーデン鉄道が観光列車を走らせており、他にも多くの保存鉄道が時期により貸切臨時列車を走らせている。都市鉄道の旅客輸送はオークランドとウェリントンにのみ存在する。2008年の再国有化以降、ニュージーランドの鉄道は大規模な政府の投資を受けており、2か所の都市鉄道が改良されつつある。2021年には政府は新たなニュージーランド鉄道計画に着手し、鉄道プロジェクトへの資金提供は全国陸上交通基金 (NLTF) が行い、キウィレールは国有企業として存続するが、鉄道網の利用に線路使用料を払うことになった。

## 歴史

1863年から2019年までのニュージーランド鉄道網の変化

### 州政府建設時代（1863年-1876年）
鉄道は、当初は州政府により1863年から建設された。ニュージーランド初の公共鉄道は、カンタベリー州有鉄道によって建設されたクライストチャーチからフェリーミードまでの短区間のもので、同年開通した。カンタベリー州有鉄道は、広軌の5フィート3インチ（1,600ミリメートル）軌間で建設された。1867年2月、サウスランド州がインバーカーギルとブラフの間を国際標準軌である4フィート8.5インチ（1,435ミリメートル）軌間で開通させた。

#### 軌間
この国の内陸の山がちな地形を横断するためと、建設費を低減するために、3フィート6インチ（1,067ミリメートル）軌間（国際的には狭軌とされる）が選択された。
州政府が建設した各鉄道で複数の軌間が使われていたことから、州有鉄道が伸びていくにつれて、オーストラリア（各州により、狭軌・標準軌・広軌の鉄道が建設されていた）と同様の軌間の断絶問題の見込みが大きな政治的問題となった。1867年に下院は、ニュージーランド全国からの議員で構成される、この問題を調査する特別委員会を設置した。特別委員会は、いくつもの選択肢を提案した鉄道技術者たちから意見を聞き、その意見の中には本線を標準軌で建設し、支線を狭軌で建設するというものもあった。技術者たちは、1864年に狭軌を採用した、クイーンズランド州の鉄道の経験を引き合いに出した。特別委員会は、ニュージーランド全国の軌間の統一は提案しなかったが、「狭軌は長年にわたってすべての輸送需要を捌くことができると計算され、建設費用を大いに節減するという利点があることから、この種の鉄道が推奨される」と言及し、もし統一するならば狭軌を推奨した。
1869年までには、78キロメートルの州有鉄道が開通しており、さらに30キロメートルが主にサウスランド州とカンタベリー州で建設中であった。議会での議論は、州有鉄道が広い軌間を使い続けることができるか、一方で狭軌の鉄道を建設すべきかどうかの問題に集中した。下院議員のジェームズ・クロウ・リッチモンドは、かつてグレート・ウェスタン鉄道やベルギーの鉄道で働いたことがあり、全国統一狭軌鉄道網のもっとも有力な支持者となった。1869年末に、下院議員のディロン・ベルとアイザック・フェザーストン（ウェリントン州の長官でもある）は、当時ニュージーランドでマオリ戦争を戦っていたイギリス軍の引き続きの駐留の交渉のためにロンドンを訪れた。彼らは、ニュージーランドの統一鉄道軌間の問題も調査するように任務を与えられていた。1870年に下院議員のジェームズ・マカンドルーが、植民地全体に統一した鉄道軌間を要求する法律が必要かどうかを調査する別の特別委員会の設置を求めた。フェザーストンとディロン・ベルからの情報は1870年8月にウェリントンに届き、この月から軌間統一を求める法律に関して調査する2番目の特別委員会の会合が開始された。特別委員会は賛成多数により、国全体の統一軌間として狭軌を採用すべきこと、カンタベリー州有鉄道については広軌の鉄道網の建設継続を認めること、そして狭軌と広軌が接続されるところでは三線軌条を採用することなどを下院本会議に報告した。下院議員でカンタベリー州前長官でもあったウィリアム・セフトン・ムーアハウスは広軌の支持者であり、また下院議員で当時のカンタベリー州長官であったウィリアム・ローラーストンは特別委員会で法制に反対する少数派であった。この反対にもかかわらず、議会は1870年9月に、カンタベリー州有鉄道のクライストチャーチ-ラカイア間を除き、すべての鉄道は狭軌で建設または改軌することを求める1870年鉄道法を制定した。カンタベリー鉄道網は、ラカイアからリトルトンまでの区間を含めて三線軌に改築され、新しい支線は狭軌で建設された。1878年までに、すべての広軌線は狭軌に改軌された。

#### ヴォーゲルの時代

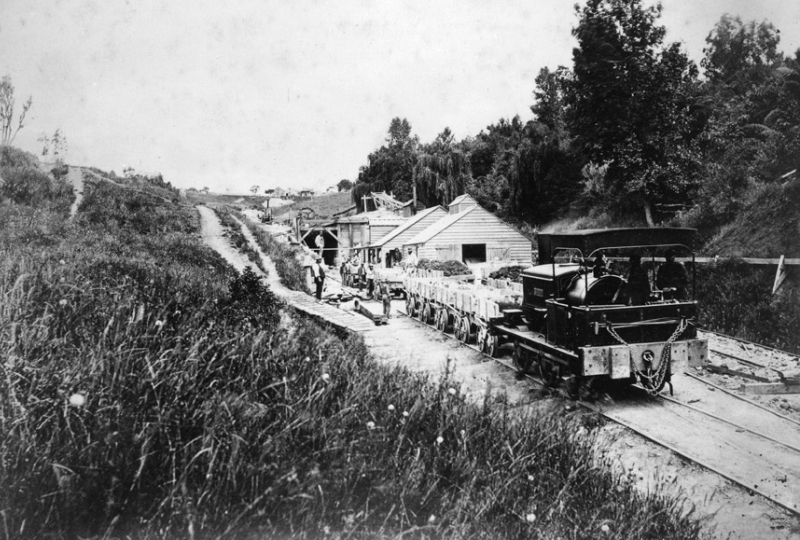
初代のパーネルトンネルがオークランド-ドルーリー線で建設中の様子、1873年頃。この路線は当初オークランド州によって着工されたが、中央政府が完成させた

1870年から、ジュリアス・ヴォーゲル率いる中央政府は、「大公共事業政策」の名の下、海外からの1000万ポンドの融資を基に全国鉄道網を含むインフラストラクチャー計画を提案した。このインフラストラクチャー投資の結果からくる、開拓とイギリスからの移民への土地の販売により、この枠組みは割に合うであろうと見込まれた。1873年1月1日に、最初の狭軌鉄道線がオタゴ州でポート・チャルマーズ支線として、ダニーデン・アンド・ポート・チャルマーズ鉄道会社からの支援の下に開通した。オークランドの最初の鉄道オークランド-オネフンガ間は、1873年12月に開通した。ヴォーゲルはまた、イングランドのジョン・ブログデン・アンド・サンズと数件の鉄道建設契約を結び、イングランドで募集されたブログデンの工夫たちによって鉄道を建設することになった。
ニュージーランドの主要都市を連絡する全国鉄道網というヴォーゲルのビジョンは、実現することはなかった。1876年に州制度が廃止されたにもかかわらず、地域的な利益が全体の国益をしばしば打ち負かし、政府は全国を結ぶ本線に重点を置くのではなく、あまり人口の多くない後背地へ向けて多くの支線を認可し、建設していくことになった。この結果、1870年にヴォーゲルが最初に提案した多くのルートは、1920年になってもまだ完成していなかった。

#### 軌道および森林軌道

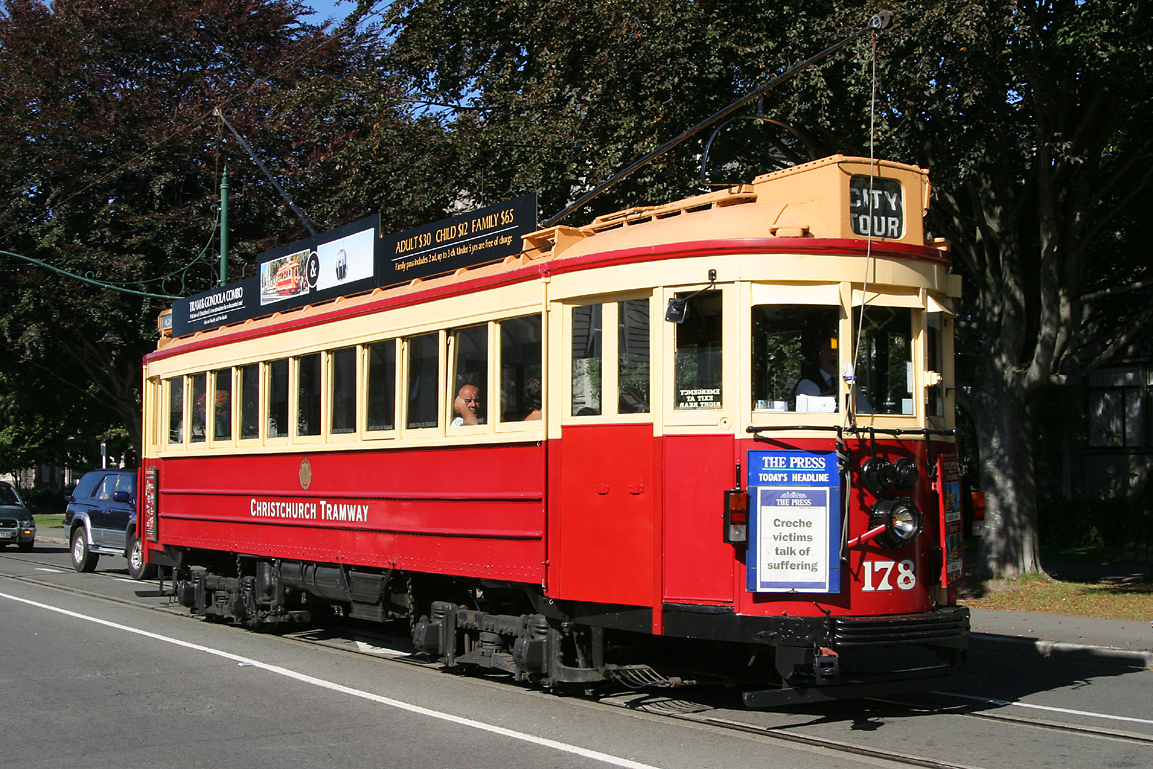
クライストチャーチ・ブーン製の178号路面電車、クライストチャーチ軌道において

森林軌道（ブッシュ・トラムウェイ）は、通常木材の搬出作業に使われる、普通は私有の軽鉄道である。森林軌道は一般に簡便な軌道と軽量の車両で、全国鉄道網に接続するように建設され、森林が切り開かれると移設されることもしばしばであった。森林伐採の目的の森林軌道が最後に廃止されたのは1974年であった。この軌道は、都市における路面電車とは異なる。20世紀には、ニュージーランドの都市にも大規模な軌道網があった。20世紀半ばにはこの軌道網のほとんどは廃止され、バスに置き換えられた。

### 中央政府の運営（1876年-1982年）
1876年に州制度が廃止され、鉄道路線は中央政府が管理するようになり、当初は公共事業省が、そして1880年からはニュージーランド鉄道省が管轄した。鉄道大臣が鉄道省に責任を負い、ニュージーランドの内閣の一員であった。
いくつかの民間企業がニュージーランドで鉄道を建設した。ニュージーランド・ミッドランド鉄道、ウェリントン・アンド・マナワツ鉄道、ワイメア・プレインズ鉄道、テムズ・バレー・アンド・ロトルア鉄道などである。1908年に国有化されたウェリントン・アンド・マナワツ鉄道のみがある程度の成功をおさめ、他の会社は当初意図した路線が完成する前に政府によって買収された。例外は、サウスランド地方に存在していたオハイ鉄道委員会で、1990年に委員会が解散されるまで、政府の鉱山省と地方の議会が所有していた。
クライストチャーチとダニーデンの間の最初の幹線ルートは1878年に完成し、翌年インバーカーギルへ延長された。首都のウェリントンと最大都市オークランドを結ぶノース・アイランド本線は、23年に及ぶ建設を経て1908年に開通した。1952年の鉄道網最大時には、およそ100本の支線が営業していた。支線の大規模な廃止は1960年代から1970年代にかけて実施された。鉄道は、当初は1931年の法律により道路との競争から守られていたが、この規制は次第に緩和されていき、1983年には陸運産業の規制緩和により完全に廃止された。

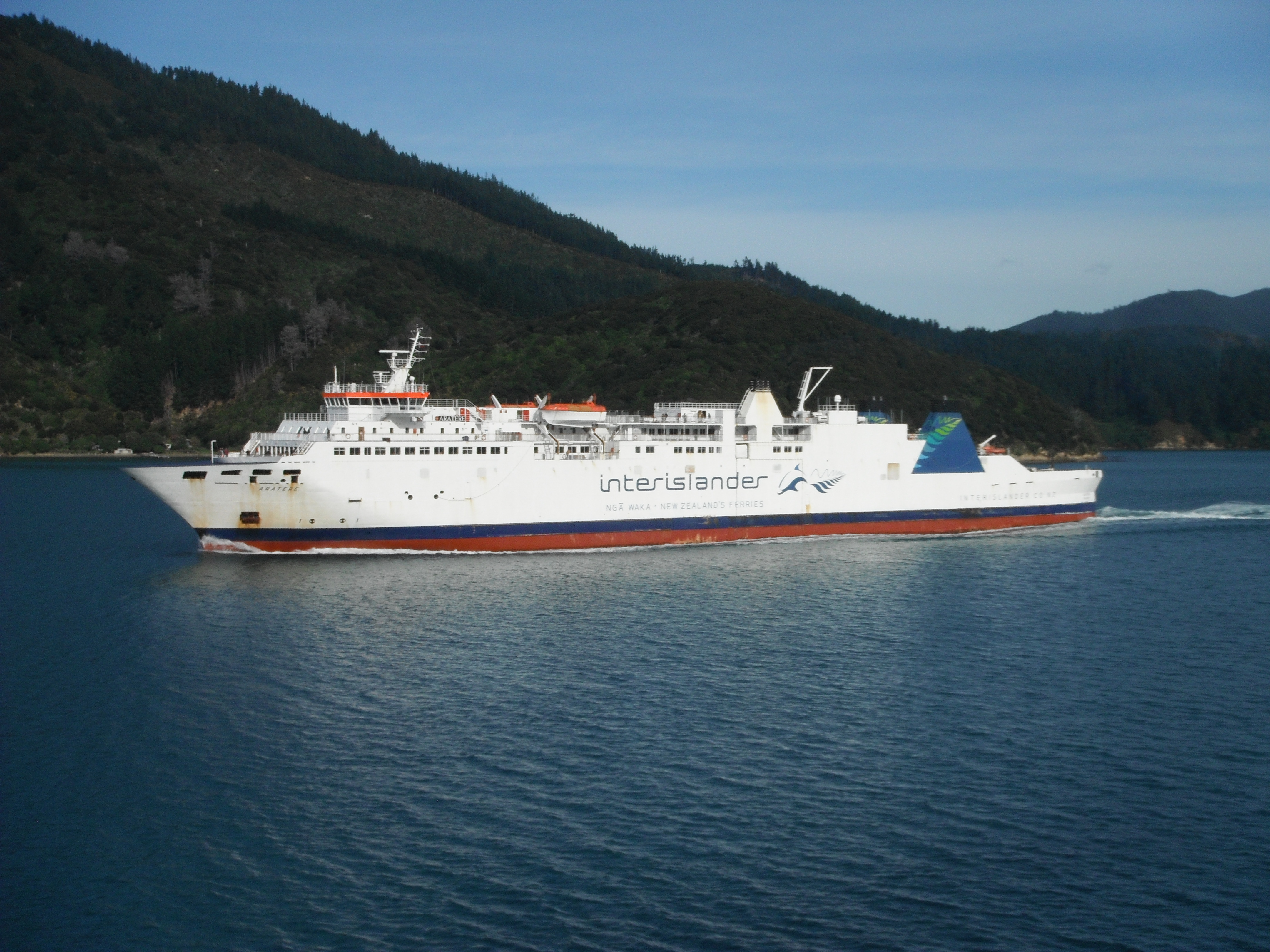
トーリー海峡を行くフェリー「アラテア」、2018年6月。キウィレールがインターアイランドラインのブランド名で営業する鉄道連絡船は、北島と南島の鉄道網を接続している

北島と南島の鉄道網は、1962年にRO-RO船方式の鉄道連絡船が鉄道省によって開設されるまでは、互いに独立して運営されていた。この航路はインターアイランダーというブランド名で営業されている。

### 国有企業時代（1982年-1993年）
1982年に、陸上交通が規制緩和されると同時に、鉄道省は企業化されて新しい体制となった。鉄道省は国有企業の初期形態である、ニュージーランド鉄道 (New Zealand Railways Corporation) となった。会社は大規模な企業再構築に乗り出し、何千人もの従業員がレイオフされ、不採算な事業を削減した。1983年の陸上交通の規制緩和後、貨物設備の大規模な合理化が行われた。多くの駅や小さなヤードが廃止され、貨物列車の速度向上が行われて全長を長くし、より重い列車が走るようになって、1987年には車掌車の連結が廃止され、特に二軸貨車のような古い車両が次第に淘汰されていった。
1990年にニュージーランド鉄道の核心的な鉄道事業は、将来的な民営化をにらんで別の国有企業であるニュージーランドレール (New Zealand Rail) に移管され、一方でニュージーランド鉄道は多くの土地を含む非核心的な資産を保持し続け、次第にこれを処分していくことになった。多くの場合、ワイタンギ条約の要求により会社は土地を処分せずに管理し続けることになった。

### 民営時代（1993年-2004年）
ニュージーランドレールは1993年に民営化された。ニュージーランドのマーチャントバンクフェイ・リッチホワイトとアメリカ合衆国の地域鉄道ウィスコンシン・セントラルが率いるコンソーシアムに3億2830万ドルで売却された。1995年にトランツ・レールと改称されて、1996年にニュージーランド証券取引所とNASDAQに上場された。鉄道貨物輸送量は1993年から2000年まで、年間850万トンから1499万トンまで増加し、その後2003年の1370万トンへと次第に減少した。貨物輸送量はここから再び2012年の1610万トンへと増加した。
トランツ・レールは、一部の路線の保守作業を怠って意図的に荒廃させたと非難されている。たとえばミッドランド線は西海岸からリトルトンへの石炭を主に輸送しているが、政府の安全機関である陸上交通安全局によって2003年に、安全だが貧弱な水準と評価され、大規模な修繕が必要だとされた。
トランツ・レールは、貨物を道路に追いやったとも非難され、2002年にはほとんどの貨物を固定編成のコンテナ車からなるユニットトレインに搭載するコンテナで運ぼうとするコンテナ化計画を導入した。コンテナ搭載基地は大規模な貨物駅に置かれた。こうした方針の理由の一つとしてよく挙げられるのが、道路は公共財として提供されるのに対して線路は私的財であることから、トランツ・レールにとって道路輸送の方がコストが安いというものであった。

#### オークランド鉄道網の国有化
政府は2002年に、オークランド都市圏の鉄道網をトランツ・レールから8100万ドルで購入した。トランツ・レールは貨物列車を運転するダイヤの枠を保持し、オークランド地方議会は近郊旅客列車の運転を行う契約を結ぶための枠を認められることになった。オークランドの鉄道駅のうち、既に地方議会の所有となっていなかったものについては、オークランド地域輸送網 (ARTNL) に移管され、オークランド地域の各自治体によって所有されることになり、後にオークランド地方議会の子会社であるオークランド地方輸送局に合併された。2010年に大規模自治体としてのオークランド地方が創設されると、オークランド地方輸送局は解消されて新たな議会運営機関であるオークランド・トランスポートが役割を継承した。

### 民有・国有時代（2004年-2008年）
2003年には、財務状態の悪さと信用の喪失から、ニュージーランド証券取引所におけるトランツ・レールの株価が12か月で88パーセント下落し、上場来の安値となった。これにより政府は、鉄道施設に対する支配を取り戻す代わりに会社を救済する様々な枠組みについて検討するようになった。政府が挙げた理由としては、貨物輸送に関して、道路と鉄道で平等な競争条件を確保するため、あるいは線路の使用に関心のあるものすべてが線路を利用できるように保証するため、としたものがあった。
オーストラリアのトール・ホールディングスは、鉄道施設を政府へ1ドルで売り戻すという合意に従う条件の下で、トランツ・レールの株式公開買い付けを実施して成功し、トールはその代わりに、最低限の貨物および旅客輸送量の確保、線路使用料の支払い、そして新しい鉄道車両に自力で投資することを条件として、鉄道施設の独占的使用権を獲得した。この取引は2004年7月に実行され、トランツ・レールはトール・ニュージーランドと改称した。政府は、ニュージーランド鉄道の新たな子会社オントラックを通じて、納税者の資金2億ドルを立ち遅れていた保守の改善と設備の改良に投じることを約束した。トール・ニュージーランドは仮契約を結び、トールはオントラックと最終契約を交渉している間、わずかの線路使用料を払うことになった。こうした契約交渉は進展せず、2008年初めに調停に付されることになった。

### 再国有化（2008年以降）

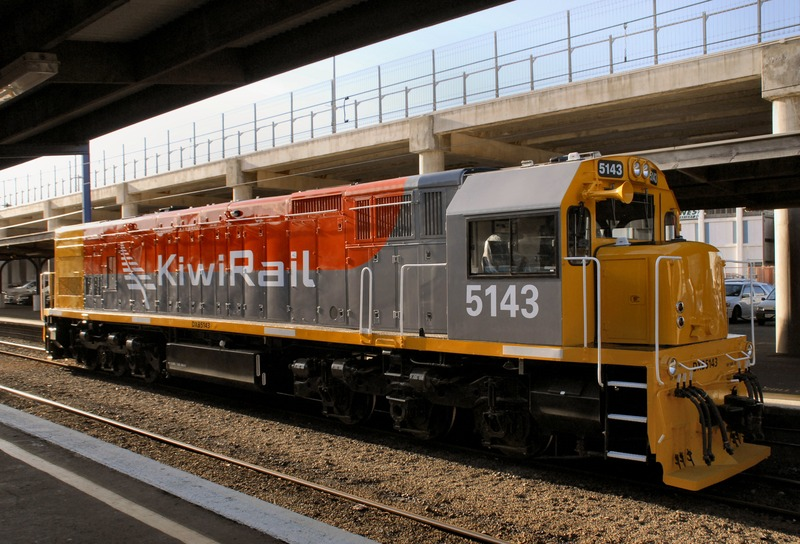
キウィレール発足の2008年7月1日にウェリントン駅に停車しているニュージーランド鉄道DXクラスディーゼル機関車DXB 5143号

トールと線路使用に関する最終的な合意に結論を出す代わりに、2008年に政府は6億9000万ドルで鉄道と連絡船の資産を買収することにし、2008年7月1日に実行された。鉄道網を営業するために新しく作られた組織の名前はキウィレールとされた。
キウィレールと、鉄道施設を管理しているオントラックは、当初はニュージーランド鉄道が所有する別の組織であったが、2008年10月1日にオントラックはキウィレールに合併した。その後もキウィレールのインフラストラクチャー部門の名称としてオントラックのブランド名が維持されていたが、2011年にキウィレール・インフラストラクチャーに改称された。2012年12月31日に、キウィレールの鉄道資産はニュージーランド鉄道に移管され、キウィレールが鉄道と連絡船の運営を引き続き行う一方、キウィレールの土地に関してはニュージーランド鉄道が管理することになった。
キウィレールは2010年に、鉄道産業の10年間での再建計画を発表した。これには2008年から2017年2月までの期間で、政府によるキウィレールに対する21億ドル以上の大規模な投資を伴う。2017年5月に、政府はさらに4億5000万ドルの資本注入を発表し、キウィレールは大規模な再検討をさらに必要とするとされた。再建計画は、2010年と2011年のクライストチャーチでの地震、2016年の北カンタベリー地震、2010年のパイク・リバー炭鉱事故、石炭価格の低下、石炭事業者のソリッド・エナジーが2016年に任意管理を選択したこと、新しいDLクラス機関車の抱える大きな問題などにより弱体化してしまった。しかし石炭以外の貨物輸送量の大きな伸びが起きた。
キウィレールの主な顧客であるメインフレートとフォンテラも、鉄道関連施設に大規模な投資を行った。メインフレートは6000万ドルを新しい鉄道駅の施設に投資し、フォンテラも1億3000万ドルをハミルトンの施設に投資し、さらにモスギールの施設も計画している。

#### ニュージーランド鉄道計画
2019年に政府は「鉄道の将来」と題する見直しをはじめ、2019年12月に鉄道輸送産業の変更の要点をまとめたニュージーランド鉄道計画の草案を発表した。草案では、いくつもの大規模な変更を提案しており、もっとも大きな変更点は、将来の鉄道網に対する投資を全国陸上交通基金 (NLTF) を通じて行うとしたことである。
最終的な計画は2021年4月に発表され、鉄道網への投資がNLTF経由となることが確定し、またキウィレール自身を含めた鉄道網の利用者に線路使用料を課すことも決まった。いくつかの特定のプロジェクトも可能性としてまとめられた。
- ストラトフォード-オカフクラ線（英語版）の再開。
- ノース・アイランド本線のオークランド - ハミルトン間の完全複線化。
- オークランドからタウランガまでの軸重を20トンに増強。
- パーマストン・ノースからワイカナエまでの区間の待避線長を標準化。
- 南島における軸重を18トンに増強[8]。

## 現在のプロジェクト
シティ・レール・リンクは、オークランドのワイテマタ駅からマウンガワウ駅までを結ぶ現在建設中の地下路線であり、2026年に開通の見込みである。オークランドとウェリントンではライトレールが構想されていたが、どちらも2023年末から2024年にかけて、国民党主導の連立政権によって正式に中止となった。
グレーター・オークランドの権利擁護団体は2017年に地域急行鉄道構想を提案し、振り子車両を使って最高速度160 km/hで走るとした。この構想では、オークランドとハミルトン、タウランガ、ロトルアを結ぶ旅客列車を走らせることになっている。2018年12月にニュージーランド政府は、オークランド南部のパパクラとハミルトンを結ぶ「テ・フイア」という名前の5年間の試験的な列車を2020年から開始するとして資金を出すことを確約した。新型コロナウイルス感染症の結果、テ・フイアの運転開始はしばらく遅れ、2020年3月を予定していた運転開始が2020年8月3日からとなった。2020年には主にオークランド地区について、政府が多くの鉄道関係施設のプロジェクトへの投資を発表した。
ノース・オークランド線からマースデン・ポイントにあるノースポートまで、支線を建設するための費用対効果検討の作業が進捗している。

## 営業

### 貨物輸送

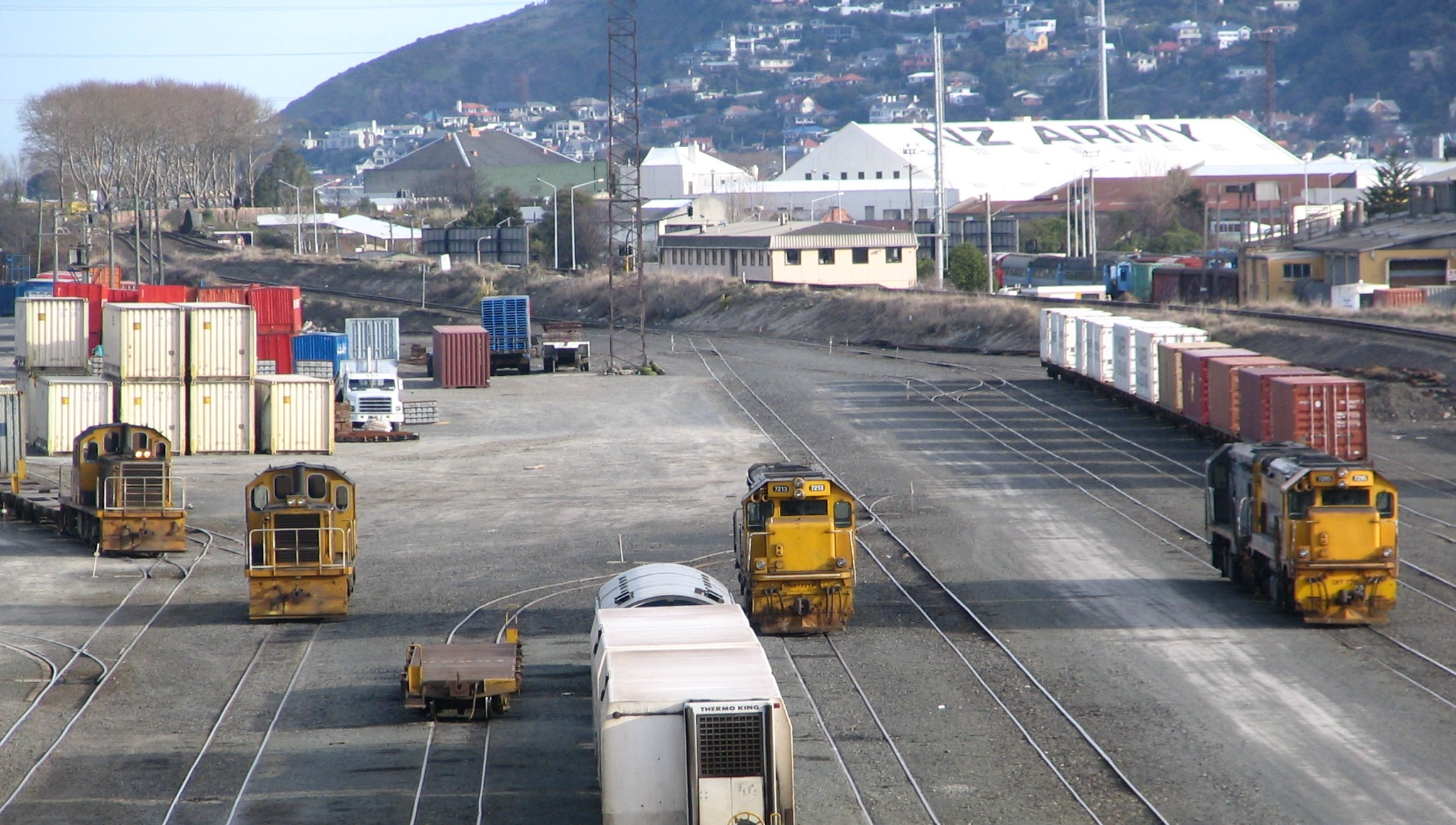
ダニーデンの貨車操車場、2007年8月16日、キウィレールの年間収入のほとんどが貨物から上がっている

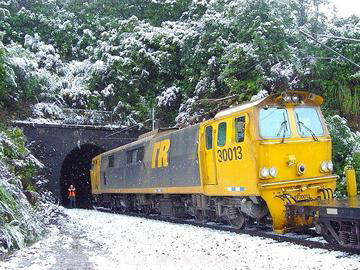
トランツ・レールのバンブルビー塗装を施したニュージーランド鉄道EFクラスディーゼル機関車がノース・アイランド本線でコンテナ貨車を牽引しているところ、2006年

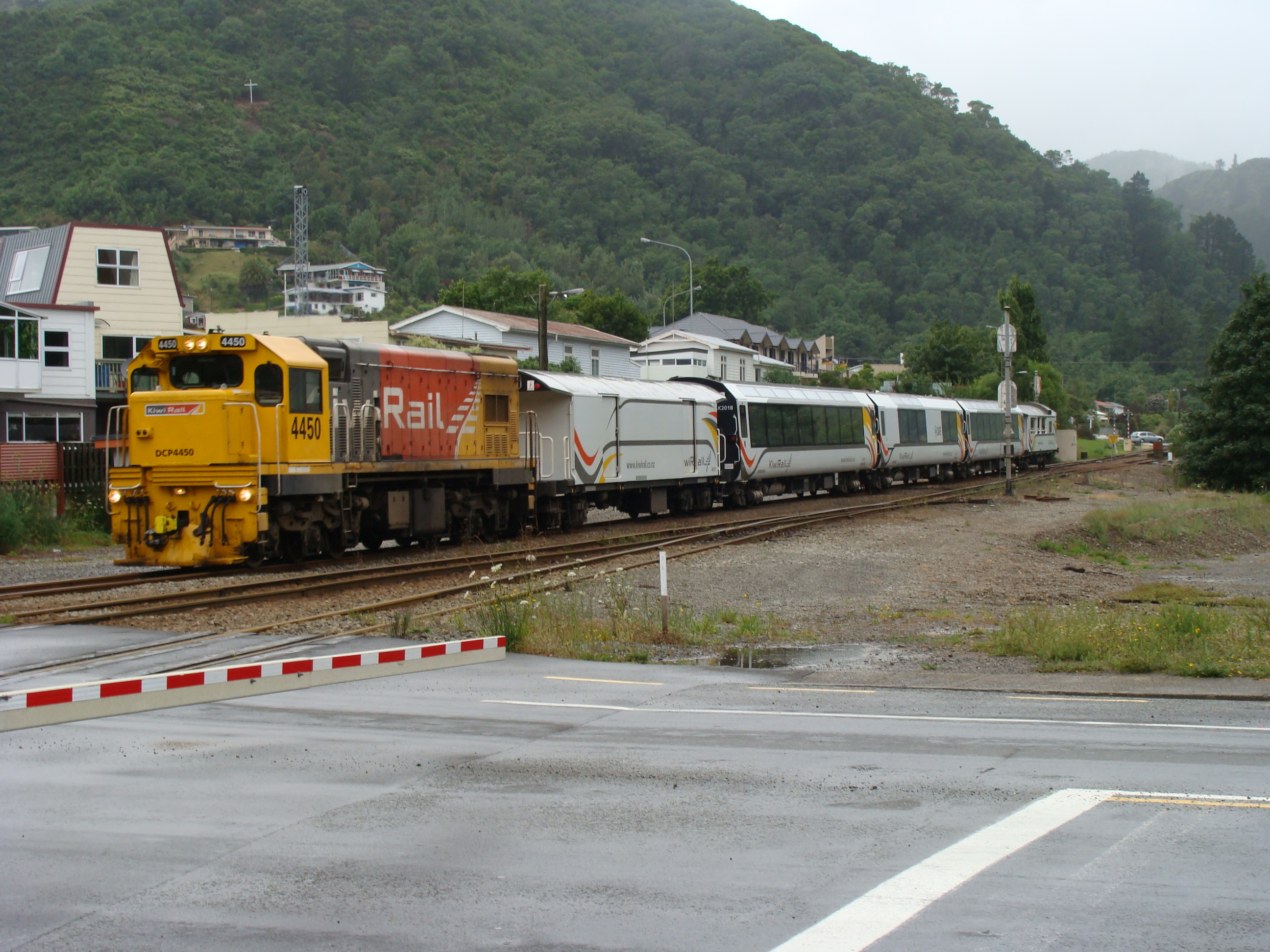
コースタル・パシフィックがピクトンに到着するところ、2011年12月

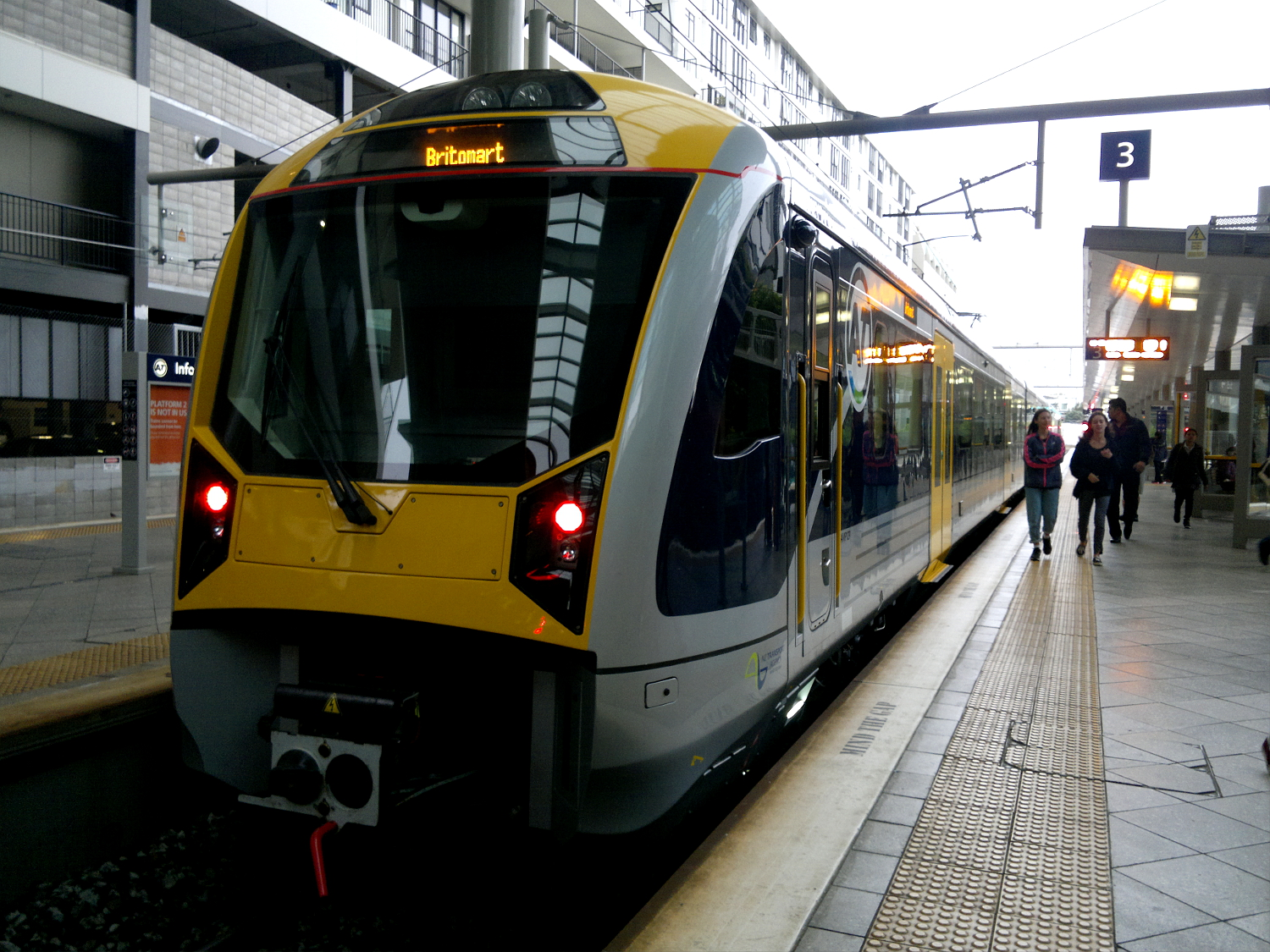
オークランドのニューマーケット駅にてニュージーランド鉄道AMクラス電車、2014年4月

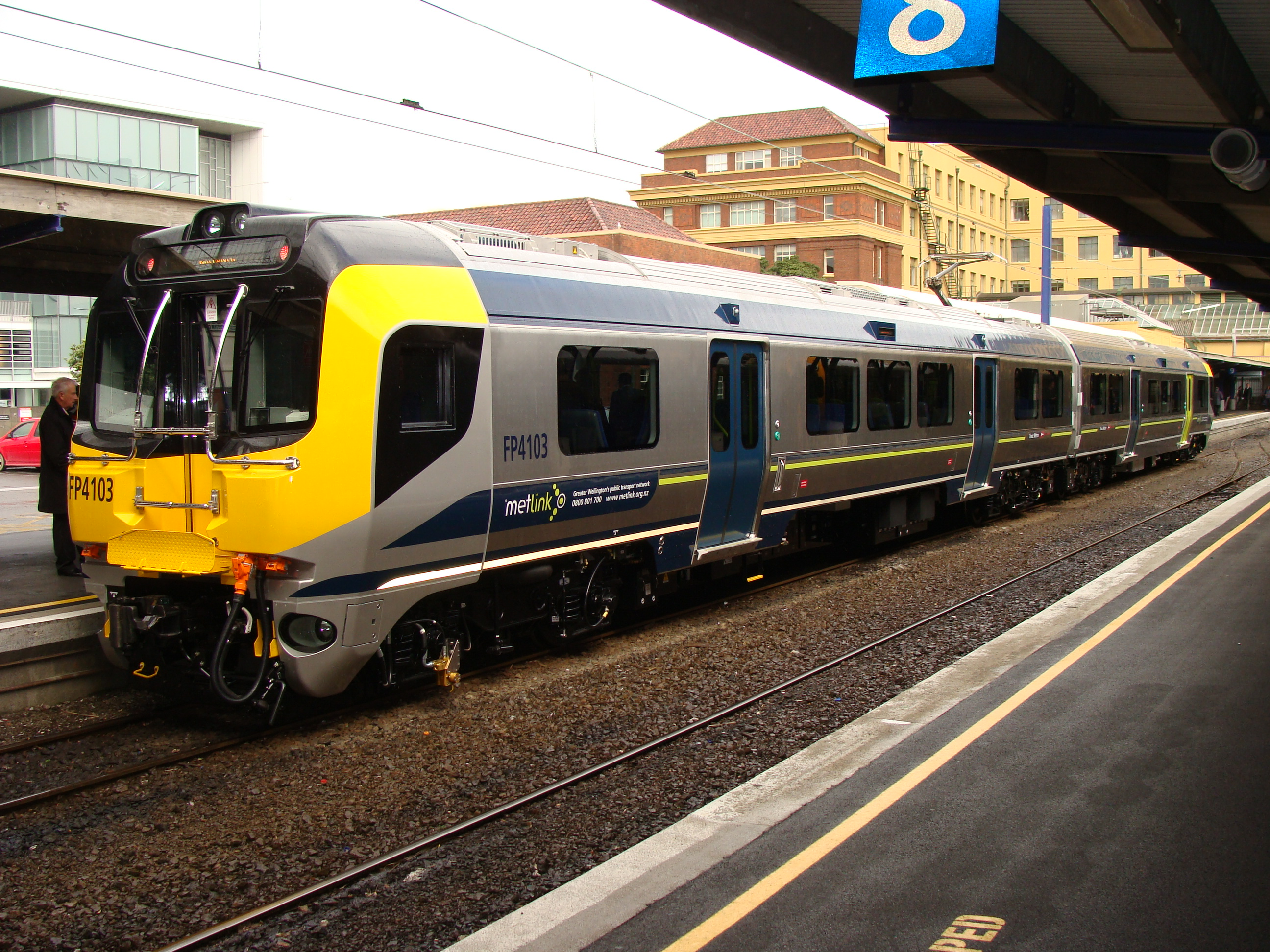
FP/FTクラス「マタンギ」電車、ウェリントン駅にて2010年9月9日

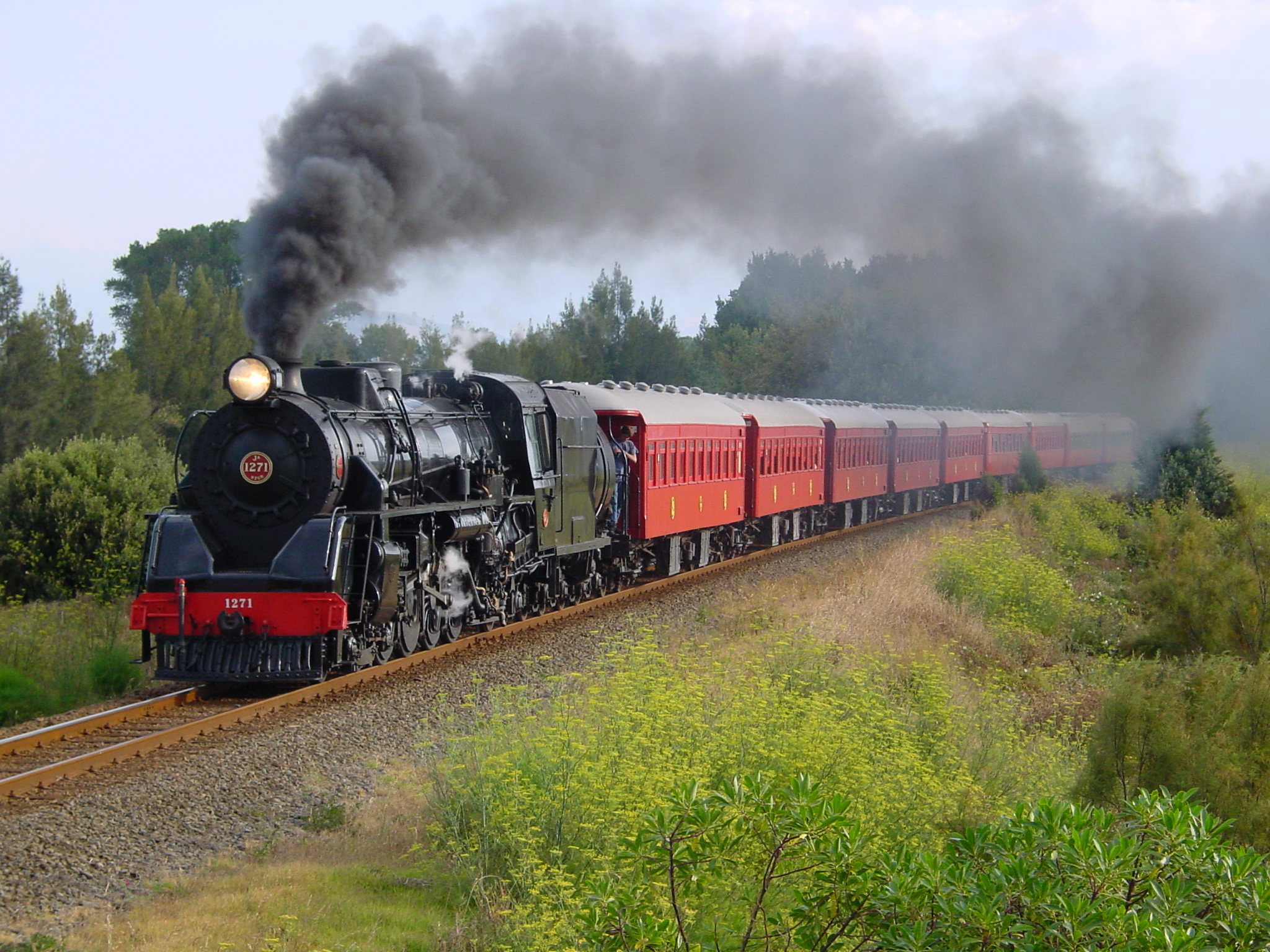
保存されているニュージーランド国鉄Jaクラス蒸気機関車1271号、アフリリにて2003年

貨物輸送はキウィレールが営業しており、キウィレールの収入の大半を占めている。2017年から2018年の会計年度では、貨物輸送の収入は3億5070万ドルで、会社の全収入の57パーセントを占めた。貨物の多くは輸出産業向けのばら積み貨物で、一般貨物は主要幹線においてコンテナ化されたものあるいはパレット化されたものにおおむね制限されている。主なばら積み貨物は石炭、石灰石、鋼鉄、木材と木材製品、紙パルプ、粉・液体ミルク、自動車、肥料、穀物、そして海上コンテナである。
貨物輸送量は、1983年以前の陸上輸送において鉄道が実質的に独占を形成していた頃の輸送量に戻っている。1980年には、鉄道貨物輸送量は1180万トンであったが、1994年に940万トンまで減少していた。1999年には1290万トンへ増加し、1975年の最大輸送量をわずかに上回った。2006-2007会計年度においては、1370万トンを輸送した。これは396万トンキロに相当する（2006年-2007年に輸送された量に比べて2008年-2009年に増加した量）。
近年、鉄道で輸送される貨物量はかなり増加しており、ばら積み貨物以外の領域でも市場シェアを獲得し始めている。ノース・アイランド本線におけるオークランド - パーマストン・ノース間の貨物輸送は2006年から2007年にかけて39パーセントの増加を見せた。全長667キロメートルのこの路線に1日5本運転される列車により、この区間のトラックを1日当たり120台削減している。
2008年の運輸省の研究では、2031年までに鉄道貨物輸送量は1年あたり2300万トンに達し、2006年-2007年に比べて70パーセント増加すると予測した。2018年の同じ報告では、2007年から2012年までの間に貨物輸送量は17パーセント増加したとしている。

### 長距離旅客輸送

1920年から2020年までのニュージーランドの鉄道旅客輸送の区間変遷

2023年時点で、長距離旅客列車は5系統のみである。ウェリントン - パーマストン・ノース間のキャピタル・コネクション、オークランド - ウェリントン間のノーザン・エクスプローラー、ピクトン - クライストチャーチ間のコースタル・パシフィック、クライストチャーチ - グレイマウス間のトランスアルパイン、ハミルトン - オークランド・ストランド間のテ・フイアである。
ダニーデン鉄道はダニーデンから観光客向け列車を運行しており、かつてのオタゴ・セントラル鉄道線の一部に頻繁に列車を走らせているほか、ダニーデンから北へパーマストンまで臨時に列車を走らせる。この列車はCOVID-19パンデミックの影響により棚上げされていたが、減便ダイヤで再開してきている。
混合列車は、かつて支線におけるニュージーランドの鉄道旅客輸送のバックボーンであるとされ、場合によっては本線であってもそうであったが、最後の定期混合列車は1977年6月6日にワンガレイ - オプア間で運転された。雑多な貨車の組み合わせと、1両か2両の客車を連結し、時刻表ではしばしば「貨物を搭載」と書かれ、速度は遅く、しばしば途中で止まっては貨車の入換作業をした。1930年代にはミッドランド線をクライストチャーチからスプリングフィールドまで走っており、1950年代にはクライストチャーチからダニーデンまで夜行で運転されていた。ノース・アイランド本線では、急行列車が夜行で運転される一方混合列車が日中に運行された。オカフクラ-ストラトフォード線では1970年代初めまで運行された。
1950年代から1960年代、多くの地方路線には気動車による列車と機関車が牽引する旅客列車があった。1965年には2500万人が鉄道で輸送された。1998年には輸送量は1170万人に減少した。多くの列車が2000年代初めに廃止された。ハミルトン - オークランド間のワイカト・コネクション、オークランド - タウランガ間のカイマイ・エクスプレス、オークランド - ロトルア間のガイザーランド・エクスプレス、ウェリントン - ネイピア間のベイ・エクスプレス、クライストチャーチ - インバーカーギル間のサザナー、ウェリントン - オークランド間の夜行列車ノーザナーなどである。
さらに2本の長距離定期旅客列車、ノーザン・エクスプローラーとコースタル・パシフィックは2021年12月に廃止された。2022年4月12日にキウィレールはノーザン・エクスプローラーとコースタル・パシフィックを9月から運行再開すると発表し、さらに後日複数日の観光列車も運転すると発表した。
マナワツ・ワンガヌイ地方の2021年から2031年にかけての地方陸上交通計画では、キウィレールはこの地方の都市を都市鉄道につなぐ「コネクターサービス」導入を検討していると触れている。またワンガヌイ - パーマストン・ノース間の列車導入も可能と触れている。この計画では、長距離通勤列車のキャピタル・コネクションを、新しい多数の編成に置き換えて、より高頻度で運転できるようにすることを提案している。

### 近郊旅客輸送
現時点で、オークランドとウェリントンに近郊旅客輸送がある。どちらの都市でも、それぞれの地方政府が近郊輸送用の車両を保有しており、企業と列車の運行契約を結んでおり、どちらの都市でも契約者はトランスデブである。

#### ウェリントン
ウェリントン近郊輸送網には5路線がある。ジョンソンビル支線、カピティ・ライン、メリング支線、ハット・バレー線、ワイララパ・コネクションである。ウェリントンは1938年に、ニュージーランドで（クライストチャーチ - リトルトン間に続いて）2番目に電気運転による郊外列車が運転された都市となった。そして1970年から2014年までは電気運転による近郊列車があるニュージーランドで唯一の都市であった。
2016年7月から、トランスデブ・ウェリントンが列車を運行している。トランスデブ以前は、キウィレールのトランツ・メトロ部門が契約を受けていた。ウェリントンの近郊輸送用鉄道車両は電車で、ワイララパ線の列車ではディーゼル機関車牽引の客車列車も用いられている。ディーゼル機関車以外の鉄道車両すべては、グレーター・ウェリントン地域議会の子会社であるグレーター・ウェリントン鉄道が所有している。トランスデブ・ウェリントンはキウィレールと、必要なディーゼル機関車の借り受けと運行の契約を結んでいる。

#### オークランド
オークランドの近郊輸送網には4路線がある。サザン線、イースタン線、ウェスタン線、オネフンガ線である。これらの路線すべての列車は、ニュージーランド鉄道AMクラス電車によって運行されている。ディーゼル列車から電車への転換は2015年末に完了した。ただしパパクラ - プケコヘ間は非電化区間であり、ディーゼルのシャトル列車が運行されている。オークランド・トランスポートに代わり、オークランド・ワン・レールが電車を運行している。近年、保存されていたオネフンガ支線が2010年に運行を再開し、2012年4月には新線のマヌカウ支線が建設された。近年の大規模プロジェクトとしては、オークランド近郊輸送網の電化、シティ・レール・リンクの建設がある。ほとんどのオークランドの車両はオークランド・トランスポートが保有しており、オークランド・トランスポートが資金を拠出しすべての列車を調整する。

#### その他の都市
2017年に、政権に就いたばかりの労働党主導連立内閣は、クライストチャーチに通勤鉄道を導入することと、オークランドからハミルトンとタウランガへの長距離通勤列車を導入することを提案した。
オークランドとウェリントン以外の都市、クライストチャーチ、ダニーデン、インバーカーギル、ネイピア＝ヘイスティングスには、過去に近郊輸送があったが、支援不足のために撤退していた。クライストチャーチ - リトルトン間の近郊列車は、旅客がバスで運べる程度にまで減少したため1972年に廃止となった。ウェリントンまでのフェリーに接続するボートトレインは、1976年に廃止となった。リトルトンまでの10.5キロメートルの路線は、1929年から1970年までは電化されていた。クライストチャーチから北へランギオラまで、午前に2回、午後に2回の作業員輸送列車が運行されていたこともある。ダニーデンでは、ポート・チャルマースへとモスギールまで近郊列車があったが、1982年12月3日に廃止となった。インバーカーギル - ブラフ間の列車は1967年に廃止となった。1929年にはクレイトン製の蒸気動車のみが使われていたこともある。ネイピアとヘイスティングスの間の12マイル（約19キロメートル）に列車が運行されていたこともあるが、1926年にニュージーランド鉄道ロードサービスのバスに置き換えられ、まもなくすべて廃止となった。
労働者向けの割引きっぷが1897年に、当初はウェリントン - ハット間の列車に導入され、翌年オークランド、クライストチャーチ、ダニーデン（そしてウェストポート - ワイマンガロア間）にも導入された。1979年のニュージーランド鉄道省の報告書「変革のとき」では、ウェリントンの近郊輸送の収入は、営業費用の26パーセントしか賄えていない（ダニーデンは28パーセント、オークランドは46パーセント）としていた。

### 通学列車
1930年代から1940年代まで、初等学校しかない場所からは中等教育のためにより大きな都市へ生徒が通学する必要があった。例えば田舎のカンタベリーからはクライストチャーチ技術高等学校へなどである。他の有名な事例としては、エドモンド・ヒラリーはツアカウからオークランド・グラマー・スクールへ、片道1時間40分を通学列車で通っていた。通学列車はピクトンとブレナムの間でも運転され、ピクトンの生徒がマールバラ・カレッジに通えるようになっていた。1965年にピクトンにクイーン・シャーロット・カレッジが開学したことでこの列車は廃止となり、マールバラ・カレッジに残った生徒はバス通学に転換した。
ニュージーランド鉄道省は1877年から、初等学校・中等学校へ通う生徒に、教育予算から支出された資金を用いて定期券を提供し、1885年からは地元に学校がない場所から初等学校に通う生徒にも提供した。首相のリチャード・セドンと自由党政権は、ニュージーランドでもっとも貧しい人にも中等教育が与えられるようにすることに熱心で、1898年と1909年に無料定期券を延長した。通学用定期券は、1899年に8,720枚発行されていたのが、1914年 - 1915年には29,705枚へと増加し、初等学校・中等学校の生徒の7人に1人が列車で通学していた。生徒の中には、冬に家に帰りつくころには日が暮れており、学校の前と後に牛から牛乳を搾らなければならないこともあった。ジョン・パスコーによれば、生徒によっては1日最大6時間を通学に費やしているとした。男女は通常分離されて乗車していた。

## 施設および車両

### 鉄道網
ニュージーランドの鉄道網は、全長約4,128キロメートルあり、そのうち506キロメートルが電化されている。1953年の鉄道網最大時には、全長5,689キロメートルあった。2009年の調査では、鉄道網にある橋の数は1,787、トンネルの数は150で、その全長は80キロメートルあるとされたが、2011年の調査では橋の数は1,636で全長63.8キロメートル、トンネルの数は145で全長87.4キロメートルであるとされた。2021年のキウィレールの報告では、トンネルの数106、橋の数1,344である。険しい地形のため、建設するためには何年も要した路線があり、多くの複雑な技術的な取り組みが必要となった。有名なものとしてはラウリムスパイラルやリムタカインクラインがあるが、後者は既に使われていない。
鉄道網は、いくども大規模な改良工事の対象となってきた。こうした改良工事のなかでも大きなものとしては、ノース・アイランド本線のオークランドからパンムア、グレン・インズ経由ウェストフィールド・ジャンクションまでのウェストフィールド付け替え線（1930年開通）、ウェリントンのタワ・フラット付け替え線（1937年開通）、ワイララパまでのリムタカ付け替え線（1955年開通）、そしてベイ・オブ・プレンティにおけるカイマイ付け替え線（1978年開通）などがある。これらすべてで大規模なトンネル工事が行われ、最後の2例ではほぼ9キロメートル近いトンネルとなっている。重要な施設改良はほかにも、1980年代半ばに電化計画の一環としてノース・アイランド本線において実施されたことがある。
2010年に発表された10年間の再建計画の一環として、多くの地方路線が廃止の危機にさらされた。ノース・オークランド線の一部を構成する、ノースランド地方のすべての路線、タラナキ地方のストラトフォード-オカフクラ線（2009年以来休止中）、ワイララパ線の北側、パーマストン・ノース-ギズボーン線のギズボーン - ネイピア間（2012年初めに嵐の被害を受けてワイロア以北は休止、ネイピア - ギズボーン間は2012年10月から休止）などである。キウィレールの10年長期計画では、ほとんどの新しい資金は機関車、貨車、オークランド - ウェリントン - クライストチャーチの貨物回廊に投じられることになっている。

### 信号システム
ニュージーランドでは6種類の信号システムが使われている。自動信号制御（ASR: Automatic Signalling Rules）、複線自動（DLA: Double Line Automatic）、単線自動（SLA: Single Line Automatic）、列車集中制御装置（CTC）、トラックワラント制御（TWC: Track Warrant Control）、駅限界（Station Limits）である。信号機は色灯式であり、スピードシグナル方式で運行されている。これは信号機が運転士に対して進行できる速度を示すものであり、必ずしもその先の進路を示していない方式である。オークランドの近郊鉄道網では、ETCSレベル1の保安装置も導入されている。

### 機関車

#### 蒸気機関車
鉄道開業から1950年代まで、蒸気機関車がニュージーランドの鉄道の主要な動力車であった。当初は、蒸気機関車はイギリスのいくつものメーカーから輸入されていた。最初の量産された型はニュージーランド国鉄Fクラス蒸気機関車で、88両が輸入された。1870年代からは、アメリカ合衆国から機関車が輸入されるようになり、こちらの方が一般的にニュージーランドの状況によく適しているとされたが、イギリス好みの大衆や政治家はイギリスから輸入した機関車の方を好んだ。1889年からニュージーランド国鉄は、機関車を自製するようになり、まずはニュージーランド国鉄Wクラス蒸気機関車を製作した。国内メーカーのAアンドG・プライスもかなりの数量の蒸気機関車をニュージーランド国鉄向けに製作した。

#### ディーゼル機関車
ニュージーランドの鉄道のディーゼル化は1940年代末から、まず小型の入換機関車から開始された。本線用の最初のディーゼル機関車、イングリッシュ・エレクトリック製ニュージーランド国鉄DFクラスディーゼル機関車は1954年に導入されたが、翌年ニュージーランド国鉄DAクラスディーゼル機関車が導入されてから、北島の蒸気機関車が大規模に置き換えられるようになった。ニュージーランド国鉄が製作した最後の蒸気機関車、ニュージーランド国鉄JAクラス蒸気機関車の1274号機は1956年12月に運用を開始したが、1967年までには北島から蒸気機関車は消滅したも同然となった。南島では、メイン・サウス線で最後に運用されていた7両のJAクラスが営業運行から退いた1971年11月まで残った。南島の蒸気機関車は、ニュージーランド国鉄DJクラスディーゼル機関車によって置き換えられた。
1970年代半ばから、ディーゼル機関車の第一世代は運用を終了しはじめ、主に北アメリカで設計された新型機関車に置き換えられていった。ゼネラル・エレクトリック製ニュージーランド国鉄DXクラスディーゼル機関車は1972年から1975年にかけて導入され、ゼネラル・モーターズ製ニュージーランド国鉄DFクラスディーゼル機関車は1979年から導入されて当初のDFクラスを淘汰した。またニュージーランド国鉄は、ニュージーランド国鉄DGクラスディーゼル機関車の一部を改造した。同時に、DAクラスの新しい方の機関車は、オーストラリアとニュージーランドにおいてニュージーランド国鉄DCクラスディーゼル機関車へと改造された。第一世代ディーゼル機関車は最終的に1980年代末から1990年代初頭に運用終了した。

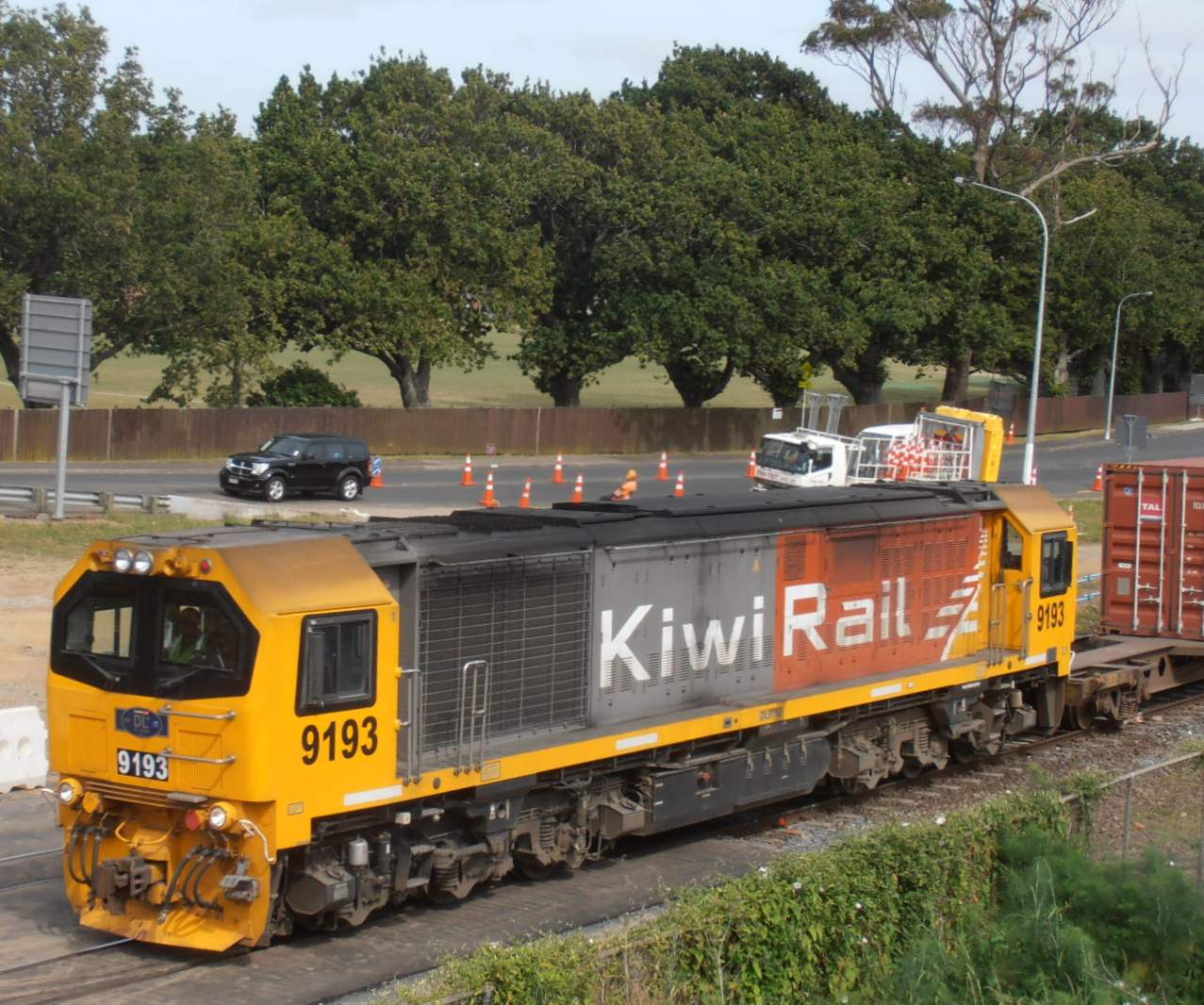
中国製DLクラスディーゼル機関車9193号機がミドルモアにおいて貨物列車を牽引している、2012年11月、DLクラスはニュージーランドの鉄道で最新型の機関車である

1893年の陸上交通規制緩和後、貨物輸送量が減少したため、そしてノース・アイランド本線における電化が進んだため、1990年代には新型本線用ディーゼル機関車は導入されなかった。1990年代半ばにクイーンズランド鉄道から中古の機関車を輸入し、ニュージーランド鉄道DQクラスディーゼル機関車へと改造され、その多くはタスマニアのタスレールへと輸出されたが、一部はトランツ・レールが所有した。1970年代以降で初めて新型ディーゼル機関車が導入されたのは中国製のニュージーランド鉄道DLクラスディーゼル機関車で、2010年以降導入されている。

#### 電気機関車
1920年代に、2か所で短区間の直流1,500ボルト電化が行われた。アーサーズ・パス - オティラ間（1923年電化）、クライストチャーチ - リトルトン間（1929年電化）であるが、どちらもその後電化設備を撤去された。ウェリントン近郊鉄道網の直流1,500ボルト電化は1938年のジョンソンビル支線から始まり、ノース・アイランド本線のパエカカリキまで1940年、ハット・バレーの支線群が1953年から1955年である。ノース・アイランド本線の電化はその後、パラパラウムまで1983年に、そしてワイカナエまで2011年に延長された。
1988年に、ノース・アイランド本線のパーマストン・ノース - ハミルトン間の交流25 kV電化が実施され、新型の本線用電気機関車ニュージーランド国鉄EFクラス電気機関車が導入された。
2014年にオークランド近郊鉄道網の最初の電気運転が開始され、こちらも交流25 kV架空電車線方式の電化とされた。

### 連結器

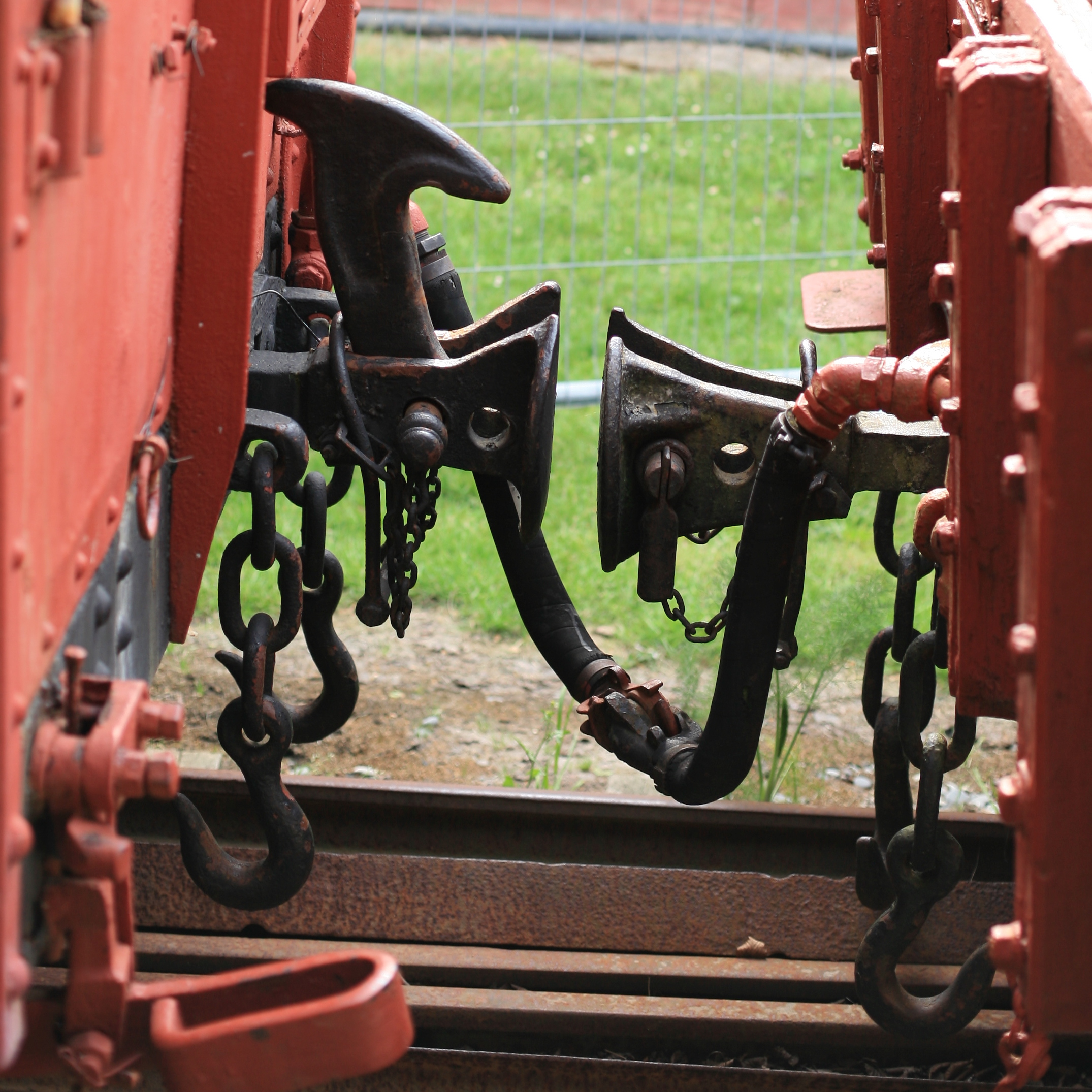
リトル・リバー駅に展示されている古い貨車に装備されているノルウェー式連結器

近年まで、ノルウェー式連結器（チョッパー連結器とも呼ばれる）がニュージーランドの貨車と機関車における標準連結器であった。1970年代に、大型で大容量のチョッパー連結器が開発され、まずニュージーランド国鉄DXクラスディーゼル機関車に装備された。オークランドのニュージーランド鉄道AMクラス電車とウェリントンのニュージーランド鉄道FPクラス電車は、シャルフェンベルク式連結器を使用している。
ジャニー式連結器（自動連結器、アライアンス式とも）は、大重量の石炭列車で最初に用いられ、次第に新しい車両や改造された機関車で導入が進んだ。古い車両を改造するプログラムが2013年から進行中である。

### 工場
かつてのニュージーランド鉄道省はアディントン（クライストチャーチ）、イーストタウン（ワンガヌイ）、ヒルサイド（ダニーデン）、ペトネから後に移転してハット（ウェリントン近郊ロウアー・ハット）、ニューマーケットから後に移転してオタフフ（オークランド）に大きな鉄道工場を有していた。ハット工場のみを残してほぼすべての工場が次第に（大半は1980年代に）廃止となった。小さな修理工場は今でも多くが運営されており、例えばクライストチャーチのアディントンにある。
2012年に廃止されたダニーデンのヒルサイド工場は2019年に再開された。

## 事故
ニュージーランド運輸局が安全規制に責任を負っており、規制を確実にし規則が守られるようにするという観点から、事故の調査も行う。交通事故調査委員会もまた、状況と原因を調査し、将来同じようなことが起きないようにするために、一部の事故の調査を行うことがある。
現代の信号システム、列車検知システムおよび通信システムに加えて、旅客輸送量が全体として減少していることから、ニュージーランド鉄道網において死者の発生する事故が起きる件数は大きく減少している。
ニュージーランドの鉄道でもっとも大きな事故は、1953年のクリスマスイブ、女王エリザベス2世の訪問中に、ラハール（火山泥流）が橋を押し流したタンギワイ事故である。ウェリントン - オークランド間の急行旅客列車が橋を通過しているときに橋が崩壊し、151人が死亡した。これに次いで大きな事故は1943年に起きたハイド鉄道事故で、クロムウェル - ダニーデン間の急行列車が過速度で脱線し、21人が死亡した。のちに運転士が飲酒運転をしていたことが判明し、過失致死で収監された。

## 保存鉄道

### 本線での保存旅客列車
4つの保存鉄道事業者が、自社で所有する客車と、本線運行の認定を受けた蒸気機関車またはディーゼル機関車を所有し、走らせている。4事業者は、レールウェイ・エンスージアスト・ソサエティ、スティーム・インコーポレイテッド、メインライン・スティーム・ヘリテージ・トラスト、オタゴ・エクスカージョン・トレイン・トラスト（ダニーデン鉄道）である。これらのグループは、1978年以来全国鉄道網の上で臨時観光列車を走らせており、1985年からは適切な蒸気機関車を使ってこうした列車を牽引することを許可されている。

### 保存鉄道・博物館鉄道
約60の団体が保存鉄道や博物館を運営しており、そのほとんどがニュージーランド鉄道団体連盟に加盟している。こうした団体の保存鉄道は、通常の鉄道だけでなく、路面電車や森林軌道もある。ニュージーランドでは、大規模な鉄道保存活動は、多くの蒸気機関車が運用を終了し支線が廃止されていった1960年代から行われている。
保存鉄道の現在の運行主体として、キングストン・フライヤー、グレンブルック・ビンテージ鉄道、ブッシュ・トラムウェイ・クラブ、ワイタラ鉄道保存協会、ウェカ・パス鉄道、ダニーデン鉄道がある。ダニーデン鉄道は、ダニーデン市議会が72パーセントを所有する議会所有組織であり、タイエリ峡谷特急を60キロメートルに渡って走らせ、他の様々な列車もダニーデンやオタゴ周辺で走らせている。

## ポップカルチャー
ニュージーランドナショナルフィルムユニットの映画ディレクター デービッド・シムズは、ニュージーランドの鉄道の歴史に関す多くの映画を制作した。「メイン・トランク・センチュリー」（2009年）、「タンギワイの真実」（2002年）、「トータル・スティーム」（1996年）、「ノース・アイランド本線」（1995年）などである。
2004年から2005年にかけて、テレビジョン・ニュージーランドにおいて、ニュージーランドの鉄道網を12回にわけて旅をする「オフ・ザ・レールズ」が放送された。

## 外部リンク

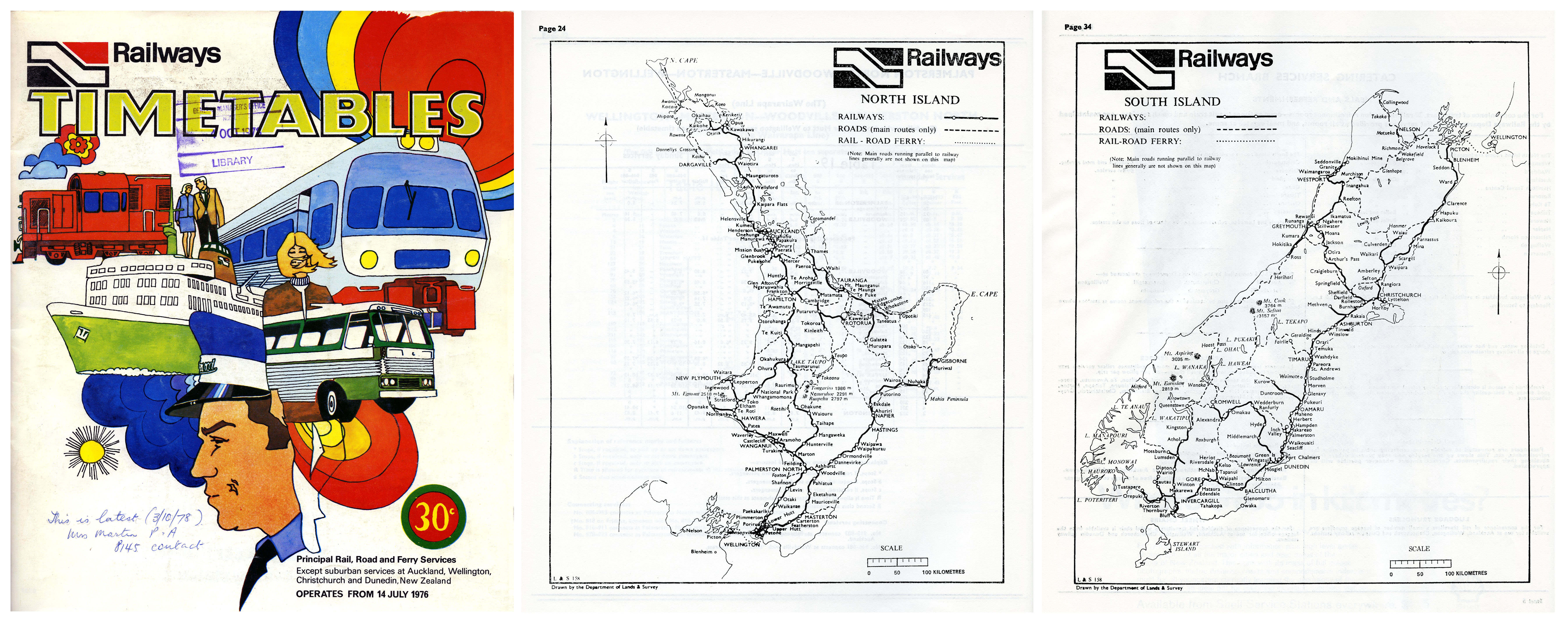
1976年の地図